# Pascal Roman
Pascal Roman, né le 27 juin 1961 à Tours, est un auteur, scénariste et photographe français.

## Œuvres
- Double M, avec Félix Meynet, Dargaud :

1. Le Trésor des Chartreux, 1992.
2. Une valse pour Anaïs, 1993.
3. Meurtre autour d'une tasse de thé, 1994.
4. Les Pions de Mr K., 1995.
5. Faux Témoin, 1996.
6. Le Chamois blanc, 1999[1].

- Fanfoué des Pnottas, B.D. Club de Genève, 1994 (format strip).
- Fanfoué des Pnottas, avec Félix Meynet, Éditions des Pnottas (format strip) :

1. Gentiane et P'tites Pépées, 1995.
2. Fondues déchaînées, 1996.
3. Tomme III, 1997.
4. Fanfoué casse la baratte, 2000.
5. Techno-Musette Party, 2000.

- Une aventure de Fanfoué des Pnottas, avec Félix Meynet (format A4) :

1. Le reblochon qui tue !, Éditions des Pnottas, 1998[2].
2. Pas de ripaille pour Fanfoué, Horizon BD, 2004.
3. Meurtres en abondance, Horizon BD, 2006.